# Nelson Vivas
Nelson Davíd Vivas (* 18. Oktober 1969 in Granadero Baigorria, Provinz Santa Fe, Argentinien) ist ein ehemaliger argentinischer Fußballprofi und aktueller Trainer.

## Karriere
Der 1,66 Meter große rechte Abwehrspieler begann seine Karriere 1990 beim argentinischen Verein Quilmes AC. Sein Debüt gab er am 10. September 1991 beim Spiel gegen die Newell’s Old Boys. Nach drei Jahren wechselte er zu den Boca Juniors.
Anschließend wechselte Vivas nach Europa zum Schweizer Verein FC Lugano. Im August 1998 bot ihm der FC Arsenal einen Vertrag an. Er absolvierte 61 Ligaspiele und wurde hauptsächlich als Außenverteidiger eingesetzt. Sein einziges Tor für Arsenal schoss er in der Saison beim League Cup gegen Derby County. Kurze Zeit später verpatzte er beim Elfmeterschießen gegen den FC Middlesbrough seinen Schuss, woraufhin Arsenal aus dem League Cup flog. Im neuen Jahrtausend wurde er an Celta Vigo verliehen. 2004 unterzeichnete er einen Vertrag beim Quilmes AC für ein Jahr und nach der Saison 2004/05 beendete er seine Karriere.
2013 kehrte er als Trainer zum Quilmes AC zurück. Internationale Schlagzeilen erreichte er, als er einen Fan auf der Tribüne attackierte, im Anschluss trat er von seinem Posten zurück. Von 1994 bis 2003 absolvierte er 39 Länderspiele für die Argentinische Fußballnationalmannschaft. Sein einziges Tor schoss er bei einem Freundschaftsspiel gegen den Verein Romanian League.

## Erfolge
- Argentinischer Meister: Clausura 2003
- WM-Teilnahmen: 1998 (4 Einsätze)